# Kurt Schumacher (beeldhouwer)
Kurt Schumacher (Stuttgart, 6 mei 1905 – Berlijn, 22 december 1942) was een Duits beeldhouwer, medailleur en communistische verzetsstrijder. Schumacher was getrouwd met Elisabeth Schumacher, een schilder en grafisch kunstenaar. Beiden hoorden bij de verzetsgroep Die Rote Kapelle en werden samen geëxecuteerd in Berlijn-Plötzensee.

## Leven
Schumacher verhuisde op 14-jarige leeftijd naar Berlijn en begon als leerling houtsnijder, vervolgens ging hij, tot 1922, in de leer bij Alfred Böttcher als houtbeeldhouwer. Vervolgens ging hij werken en studeren onder Ludwig Gies, een Duitse beeldhouwer en medailleur. Hij studeerde eerst aan de Unterrichtsanstalt des Kunstgewerbemuseums en daarna tot 1935 aan de Vereinigten Staatsschulen für Freie und Angewandte Kunst (VSS) in Berlijn. Uit protest tegen de houding en aanvallen gericht op zijn leraar Gies van de nationaalsocialisten gaf hij zijn atelier en bevoorrechte positie binnen de VSS op.
Sinds 1932 kwam hij in contact met Harro Schulze-Boysen, met wie hij samenwerkte aan het links-liberale tijdschrift Der Gegner. Later sloot Schumacher zich aan bij de Kommunistische Partei Deutschlands (KPD) en werkte hij onder de codenaam Tenor voor de Sovjet-inlichtingendienst NKGB.
In augustus 1939 hielp hij Rudolf Bergtel, die uit Kamp Aschendorfermoor was ontsnapt, naar Zwitserland te vluchten. In juni 1941 werd hij opgeroepen voor de Wehrmacht, waar hij in 1942, met groot risico,  het pamflet  "Offene Briefe an die Ostfront" verspreidde.
Op 12 september 1942 werd hij gearresteerd en verwoestte de Gestapo zijn atelier in Berlin-Tempelhof met tal van zijn werken. Twee medaillons ontworpen door hem in de Schleusenbrücke in Berlijn, een basaltkop en het drukblok voor de grafische "Totentanz", zijn bewaard gebleven en bevinden zich in het Duits Historisch Museum.
Op 19 december 1942 werd Schumacher door het Reichskriegsgericht ter dood veroordeeld en drie dagen later is hij geëxecuteerd in Berlijn-Plötzensee. Zijn vrouw Elisabeth werd drie kwartier na hem geëxecuteerd.

## Erkenning
- 1932: Staatsprijs van de Akademie der Kunsten van Berlijn voor een figuratief beeld.
- 1969: Postume toekenning van de Orde van de Vaderlandse Oorlog door het Presidium van de Opperste Sovjet
- 2015: plaatsing van een Stolpersteine voor zijn voormalige woonhuis in Berlin-Tempelhof, Hansakorso 2 (tegenwoordig Werner-Voß-Damm 42).

## Galerij

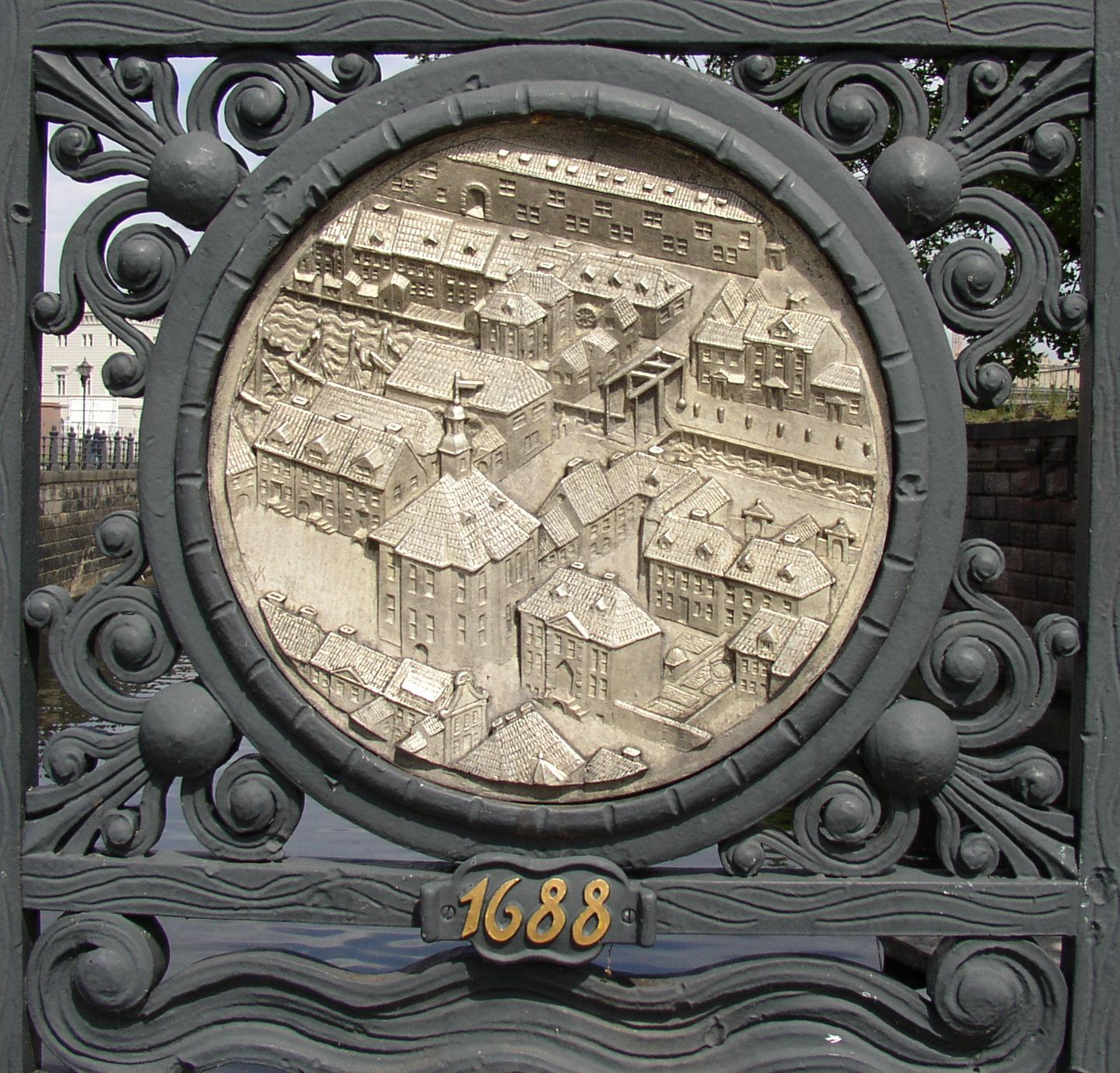
1688 Detail op de Schleusenbruecke (Berlijn), ontworpen door Kurt Schumacher
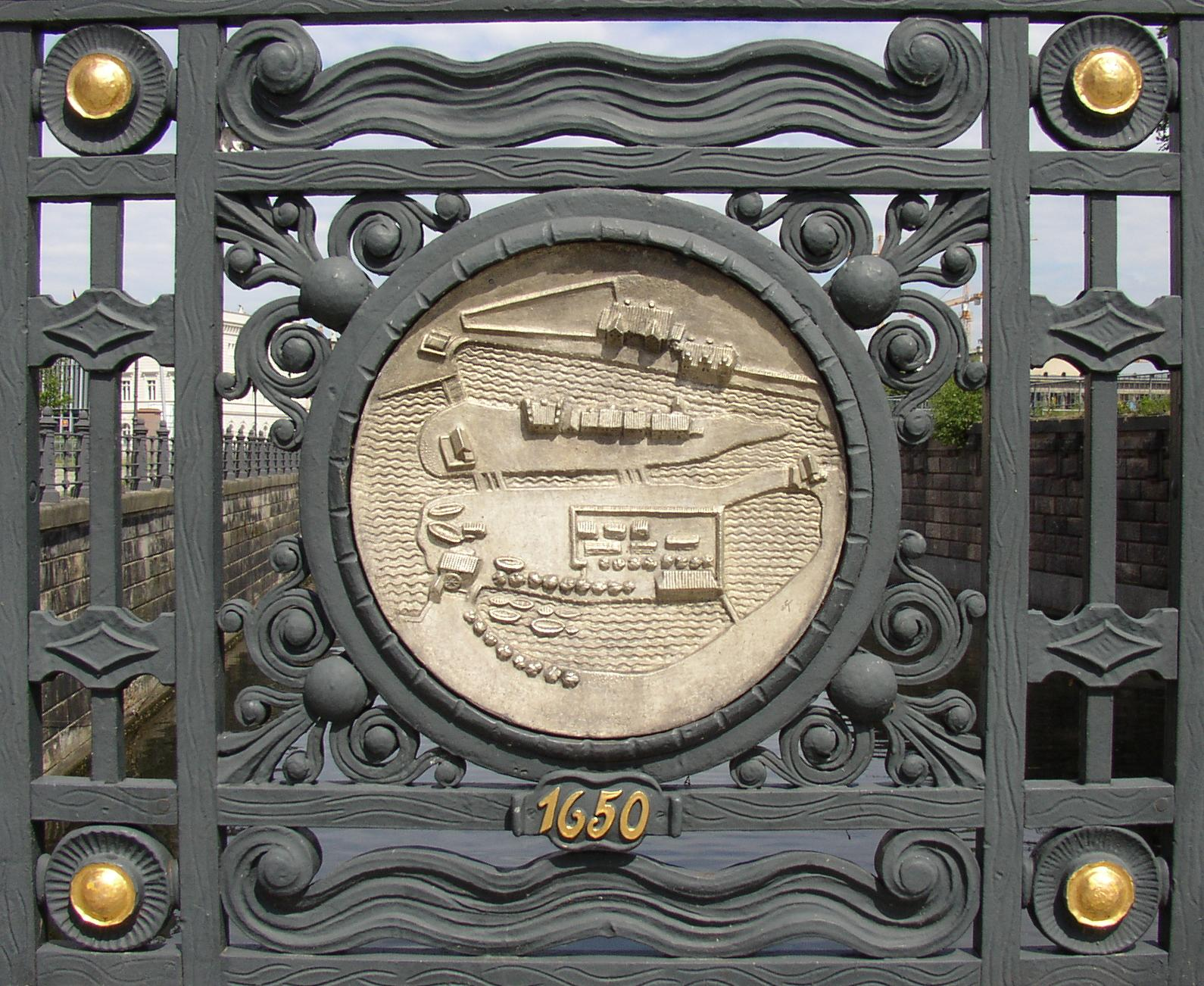
1650 Detail op de Schleusenbrücke (Berlijn), ontworpen door Kurt Schumacher